# Rocket
«Rocket» es una canción de la banda estadounidense The Smashing Pumpkins, perteneciente al disco Siamese Dream.
El sencillo en CD sólo fue editado en Australia, pero luego apareció en el box set Siamese Singles.

## Video musical
El video muestra a un grupo de niños que quieren construir un cohete para volar a otro planeta y poder ver una actuación de The Smashing Pumpkins. Ellos construyen el avanzado cohete pieza por pieza sin la ayuda de sus despreocupados padres y vuelan al espacio exterior. Cuando llegan al planeta, descubren que los miembros del grupo han envejecido desde su primera transmisión. El DVD del 2001 Greatest Hits Video Collection 1991-2000, incluye además una versión alternativa del video, en éste solamente se ve la actuación de la banda. El video fue dirigido por Jonathan Dayton y Valerie Faris, quienes dirigirían muchos de los videos de The Smashing Pumpkins.

## Lista de canciones
1. Rocket
2. Never Let Me Down Again

- "Never Let Me Down Again" es original de la banda Depeche Mode; la versión de The Smashing Pumpkins también fue incluida en For The Masses: An Album of Depeche Mode Songs  y en la banda sonora de Not Another Teen Movie.

- Datos: Q371676